# Martial Lamotte
Martial Lamotte  (o Simon Gilbert Martial Lamotte) (1 de marzo de 1820 - 1883 ) fue un médico, farmacéutico botánico y profesor francés.
Realiza sus estudios de Farmacia en París, instalándose en 1848 en Riom. En 1860, obtiene una cátedra como profesor en la "Escuela de Medicina y de Farmacia de Clermont-Ferrand". Fue permanente colaborador de Lecoq, siendo el primer curador de las colecciones de ese gran naturalista.
Se interesó mucho en los champiñones, siendo autor de una importante iconografía de setas, con la edición original de 858 planchas de acuarelas. Algunas de ellas se conservan en el Museo Lecoq. Falto de medios financieros, esa iconografía jamás se publicó.
Martial Lamotte fallece el 23 de febrero de 1883 en Clermont-Ferrand.
En 1925 se deposita bajo el resguardo de la Facultad de Ciencias de Clermont-Ferrand, su herbario de más de 40.000 especímenes comprendiendo numerosas especies del Macizo Central con la casi totalidad de sus tipos, razas o variedades que él describió solo o en colaboración con Lecoq, así como de múltiples muestras de Francia y de Europa provenientes de intercambios.

## Algunas publicaciones
- 1850. Recherches sur la présence de l'arsenic dans les dépôts des eaux minérales de l'Auvergne. Ed. Thibaud-Landriot fr. 14 pp.
- 1855. Notes sur quelques plantes nouvelles du plateau central de la France : Lecture faite à l'Académie des sciences, belles-lettres et arts de Clermont-Ferrand, dans sa séance du 7 décembre 1854. Ed. Thibaud-Landriot fr. 29 pp.
- 1864. Observation météorologique, lue à l'Académie. Ed. Impr. de F. Thibaud. 5 pp.
- 1874. Compte rendu des travaux des Conseils d'hygiène et de salubrité publique du... Puy-de-Dôme, année 1873 -1877
- 1877. Prodrome de la flore du plateau central de la France, comprenant l'Auvergne, le Velay, la Lozère, les Cévennes, une partie du Bourbonnais et du Vivarais. Ed. G. Masson

### Libros
- 1847a. Catalogue des plantes vasculaires de l'Europe centrale, comprenant la France, la Suisse, l'Allemagne. Ed. J.-B. Baillière. 107 pp.
- Lecoq, H; M Lamotte. 1847b. Catalogue raisonné des plantes vasculaires du plateau central de la France. Ed. V. Masson. 440 pp.
- 1864. Études sur le genre Sempervivume Lin. Ed. F. Thibaud. 57 pp.

## Honores

### Eponimia
Géneros
- (Asteraceae) Lamottea Pomel[1]

- (Fabaceae) Lamottea Pomel[2]

Especies
- (Dipsacaceae) Knautia × lamottei Chass. & Szabó[3]

- (Malvaceae) Malva lamottei Jord. ex Nyman[4]
- La abreviatura «Lamotte» se emplea para indicar a Martial Lamotte como autoridad en la descripción y clasificación científica de los vegetales.[5]

### Fuente
- Philippe Jaussaud & Édouard R. Brygoo. 2004. Del Jardín al Museo en 516 biografías. Muséum national d’histoire naturelle de Paris : 630 pp.